# 筆羈天才
是一部2016年英、美合拍的傳記電影，由米高·格蘭德奇執導，約翰·洛根編劇，改編自A·斯科特·貝治於1978年所寫的美國國家圖書獎得奬著作《Max Perkins: Editor of Genius》。主要演員有哥連·費夫、祖迪·羅、妮歌·潔曼、多明尼克·魏斯特和佳·皮雅斯。本片被選為第66屆柏林影展金熊獎競賽電影。

## 劇情
1929年美國文壇，傳奇編輯麥克斯威爾·柏金斯獨具慧眼，先後發掘過海明威和費茲傑羅。一次，麥克斯威爾偶然讀了無名作家湯瑪斯·伍爾夫的手稿後便愛不釋手，相信湯瑪斯是一生難遇的天才作家，決定助他出版成書，後出版社出版了湯瑪斯·伍爾夫成名作《天使望鄉》。湯瑪斯·伍爾夫隨後又完成了《時間與河流》，完成後兩人卻必須面對長達五千頁的手稿。兩人花費了兩年的時間編纂初稿，卻只刪減了一百頁，不僅如此兩人也犧牲了與家人相處的時間，只為完成這本大作，而後《時間與河流》大賣。然而即使湯瑪斯寫出了被世人高度評價的作品，但他性格中的缺陷也越來越顯現，不論是自大或是缺乏對他人的同理心，最後麥克斯威爾終於無法忍受湯瑪斯，而兩人的關係也因此決裂。湯瑪斯最後因為腦瘤而英年早逝，死前湯瑪斯在病院寫下了一封寫給麥克斯威爾的信，並在信件中寫下自己的反省與對麥克斯威爾的友情。

## 演員
- 哥連·費夫 飾 麥克斯威爾·柏金斯
- 祖迪·羅 飾 湯瑪斯·伍爾夫
- 妮歌·潔曼 飾 Aline Bernstein（英语：Aline Bernstein）
- 多明尼克·魏斯特 飾 歐内斯特·海明威
- 佳·皮雅斯 飾 法蘭西斯·史考特·費茲傑羅
- 羅娜·蓮妮 飾 Louise Saunders
- 凡妮莎·寇比 飾 澤爾達·費茲傑羅

## 製作

### 拍攝
本片的主要拍攝於2014年10月19日在曼徹斯特開始，並於2014年12月12日結束。

## 評價
爛番茄新鮮度50%，基於98條評論，平均分為5.7/10，而在Metacritic上得到56分，IMDB上得6.5分。

## 外部連結
- 互联网电影数据库（IMDb）上《天才柏金斯》的资料（英文）
- Metacritic上《天才柏金斯》的資料（英文）
- Box Office Mojo上《天才柏金斯》的資料（英文）
- 爛番茄上《天才柏金斯》的資料（英文）
- 《天才柏金斯 （页面存档备份，存于）》at History vs. Hollywood
- 開眼電影網上《天才柏金斯》的資料（繁體中文）